# 8 Pułk Ułanów (Księstwo Warszawskie)

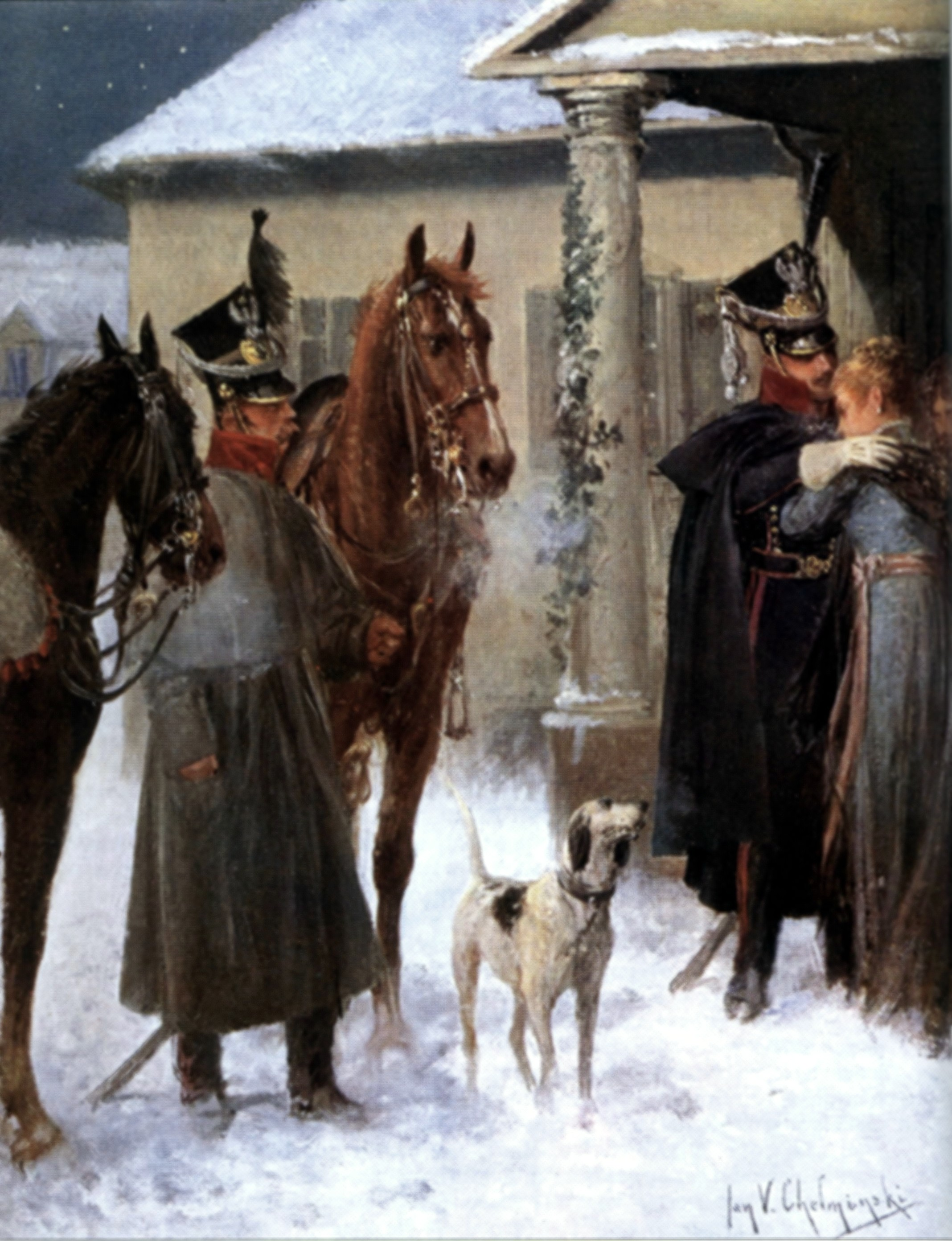
Ułani 8 pułk ułanów

8 Pułk Ułanów – oddział jazdy polskiej Armii Księstwa Warszawskiego. 
Pułk tworzył się w 1809 na Podolu galicyjskim. Do 28 grudnia 1809 nazywany 2 Pułkiem Jazdy Galicyjsko-Francuskiej. Pod koniec 1809 roku pułk liczył 954 żołnierzy.

## Mundur
Od 1810 roku obowiązywała następująca barwa munduru:
 
Kołnierz pąsowy; rabaty granatowe.
  Wyłogi rękawów pąsowe

Lampasy spodni pąsowe

## Żołnierze pułku
Dowódcy pułku
- płk Stanisław Dulfus (21 lipca 1809)
- płk Kazimierz Rozwadowski (3 sierpnia 1809)
- płk książę Dominik Radziwiłł (1 kwietnia 1811)
- płk Józef Sokolnicki (18 stycznia 1813)
- płk Antoni Potocki (11 lutego 1813).

## Walki pułku
Pułk brał udział w walkach w czasie wojny polsko austriackiej, inwazji na Rosję 1812 roku i kampanii 1813 roku.
Bitwy i potyczki:
- Rożniszewo (6 czerwca 1809)
- Jedlińsk (9 czerwca 1809)
- Chorostków (10 lipca 1809)
- Grzymałowo, Zaleszczyki, Tarnopol (15 lipca 1809)
- Wieniawka (16 i 17 lipca 1809)
- Ostrowno (26 lipca 1812)
- Witebsk, Smoleńsk (17 lipca 1812)
- Walutina Góra (19 sierpnia 1812)
- Możajsk (7 września 1812)
- Woronowo (2 października 1812)
- Tarulina (4 października 1812)
- Neustadt (15 września 1813)
- Wachau (16 października 1813).